# Linea di successione al trono di Giordania

Lo stendardo reale della Giordania.

Lo stemma della monarchia giordana.

La linea di successione al trono di Giordania si basa sull'articolo 28 della Costituzione di Giordania.
Il trono passa secondo la primogenitura agnatizia tra tutti i discendenti legittimi maschi e mentalmente sani di religione musulmana di re Abd Allah I di Giordania; bisogna essere nati da genitori musulmani, al fine di avere diritti di successione. I figli di sovrano prevalgono sui fratelli, e i figli maggiori sui minori; se il re muore senza lasciare nipoti, figli o fratelli, il trono passa al figlio primogenito del fratello maggiore del re o, in sua assenza, allo zio più anziano del sovrano e alla sua discendenza.
Se il re muore senza eredi legittimi, l'Assemblea Nazionale sceglie come sovrano uno tra i discendenti di Al-Husayn ibn Ali, a capo della rivolta araba. Il re ha tuttavia il diritto di nominare uno dei suoi fratelli come erede apparente.
Il 28 novembre 2004 il re Abd Allah II di Giordania ha revocato il titolo di principe ereditario al suo fratellastro, Hamza bin al-Husayn, che aveva nominato il 7 febbraio 1999, in conformità con i desideri del padre, Husayn di Giordania. Nella lettera da ʿAbd Allah II ad Hamza si legge: "La revoca a questo titolo ti ha ridato la libertà dalle responsabilità che senz'altro saresti stato in grado di affrontare".
Una persona può essere esclusa dalla successione con regio decreto per motivi di inidoneità, ma i suoi discendenti non saranno automaticamente esclusi. Le figlie e i loro discendenti non hanno alcun diritto di successione.

## Linea di successione
L'attuale linea di successione al trono della Giordania è la seguente:
- Sua maestà re Husayn I di Hijāz (1854–1931)
  -  Sua maestà re Abd Allah I di Giordania (1882–1951), secondo figlio di re Husayn I di Hijāz
    -  Sua maestà re Talal di Giordania (1909–1972), primo figlio di re Abd Allah I di Giordania
      -  Sua maestà re Husayn di Giordania (1935–1999), primo figlio di re Talal di Giordania
        -  Sua maestà il re Abd Allah II di Giordania, nato nel 1962, primo figlio di re Hussein di Giordania e attuale sovrano della Giordania
          - 1. Sua altezza reale Husayn bin 'Abd Allah, principe ereditario di Giordania, nato nel 1994, primo figlio di re Abd Allah II[1][3]
          - 2. Sua altezza reale il principe Hashem ibn 'Abd Allah, nato nel 2005, secondo figlio di re Abd Allah II

        - 3. Sua altezza reale il principe Faysal bin al-Husayn, nato nel 1963, secondo figlio di re Hussein di Giordania
          - 4. Sua altezza reale il principe Omar bin al-Faysal, nato nel 1993, primo figlio del principe Faysal
          - 5. Sua altezza reale il principe Abdullah bin al-Faysal, nato nel 2016, secondo figlio del principe Faysal
          - 6. Sua altezza reale il principe Muhammad bin al-Faysal, nato nel 2017, terzo figlio del principe Faysal

        - 7. Sua altezza reale il principe Ali bin al-Husayn, nato nel 1975, terzo figlio di re Hussein di Giordania
          - 8. Sua altezza reale il principe ʿAbd Allāh bin al-Ali, nato nel 2007, primo figlio del principe Ali

        - 9. Sua altezza reale il principe Hamza bin al-Husayn, nato nel 1980, quarto figlio di re Hussein di Giordania[2]
        - 10. Sua altezza reale il principe Hashim bin al-Husayn, nato nel 1981, quinto e ultimo figlio di re Hussein di Giordania
          - 11. Sua altezza reale il principe Hussein Haidara bin Hashim, nato nel 2015, primo figlio del principe Hashim
          - 12. Sua altezza reale il Principe Mohammad Al Hassan bin Hashim, nato nel 2019, secondo figlio del principe Hashim

      -  Sua altezza reale il principe Muhammad bin Talāl,  (1940- 2021) secondo figlio del re Talal di Giordania
        -  13. Sua altezza reale il principe Talal bin Muhammad, nato nel 1965, primo figlio del principe Muhammad
          - 14. Sua altezza reale il principe Hussein bin al-Talāl, nato nel 1999,primo figlio del principe Talal
          - 15. Sua altezza reale il principe Muhammad bin al-Talāl, nato nel 2001, secondo figlio del principe Talal

        - 16. Sua altezza reale il principe Ghāzī bin Muhammad, nato nel 1966, secondo figlio del principe Muhammad
          - 17. Sua altezza reale il principe ʿAbd Allāh bin al-Ghāzī, nato nel 2001, primo figlio del principe Ghazi

      - 18. Sua altezza reale il principe Hasan bin Talāl, nato nel 1947, terzo figlio del re Talal di Giordania
        - 19. Sua altezza reale il principe Rashid bin al-Hasan, nato nel 1979, primo figlio del principe Hasan
          - 20. Sua altezza reale il principe Hasan bin Rashid, nato nel 2013, primo figlio del principe Rashid
          - 21. Sua altezza reale il principe Talāl bin Rashid, nato nel 2016, secondo figlio del principe Rashid

    - Sua altezza reale il principe Nayef ibn 'Abd Allah (1914-1983), secondo figlio di re Abd Allah I di Giordania
      -  22. Sua altezza reale il principe Ali bin Nayef, nato nel 1941, primo figlio del principe Nayef
        - 23. Sua altezza reale il principe Muhammad bin Ali, nato nel 1973, primo figlio del principe Ali
          - 24. Sua altezza reale il principe Hamzah bin Muhammad, nato nel 2007, primo figlio del principe Muhammad

        - 25. Sua altezza reale il principe Ja'afar bin Ali, nato nel 2007, secondo figlio del principe Ali

      - 26. Sua altezza reale il principe Asem bin Nayef, nato nel 1948, secondo figlio del principe Nayef
        - 27. Sua altezza reale il principe Nayef bin Asem, nato nel 1998, primo figlio del principe Asem

  - Sua altezza reale il principe Zeid bin Hussein (1898-1970), secondo figlio di re Husayn I di Hijāz
    - 28. Sua altezza reale il principe Ra'ad bin Zeid, nato nel 1936, primo figlio del principe Zeid
      - 29. Sua altezza reale il principe Zeid Ra'ad Al Hussein, nato nel 1964, primo figlio del principe Ra'ad
        - 30. Sua altezza reale il principe Ra'ad II, nato nel 2001, primo figlio del principe Zeid

      - 31. Sua altezza reale il principe Mired bin Ra’ad bin Zeid al-Husayn, nato nel 1965, secondo figlio del principe Ra'ad
        - 32. Sua altezza reale il principe Rakan, nato nel 1995, primo figlio del principe Mired
        -  33. Sua altezza reale il principe Jafar, nato nel 2002, secondo figlio del principe Mired

      - 34. Sua altezza reale il principe Firas bin Ra’ad bin Zeid al-Husayn, nato nel 1969, terzo figlio del principe Ra'ad
        - 35. Sua altezza reale il principe Hashem, nato nel 1969, primo figlio del principe Firas

      - 36. Sua altezza reale il principe Faisal bin Ra’ad bin Zeid al-Husayn, nato nel 1975, quarto figlio del principe Ra'ad
        - 37. Sua altezza reale il principe bin Faisal, nato nel 2013, primo figlio del principe Faisal

Legenda:
- : simbolo di un sovrano passato.
- : simbolo del sovrano regnante.